# USS Philadelphia (1799)
USS Philadelphia var ett 1240-tons, 36-kanoners segelfartyg av typen  fregatt som tjänstgjorde i USA:s flotta. Det ursprungliga namnet var City of Philadelphia, hon byggdes 1798–1799 åt USA:s regering av medborgarna i Philadelphia, Pennsylvania. Insamlandet av pengar för att bygga henne gav 100 000 dollar på en vecka, detta skedde i juni 1798. Hon ritades av Josiah Fox och byggdes av Samuel Humphreys, Nathaniel Hutton och John Delavue. Hennes snidade utsmyckningar skapades av William Rush
Hon sjösattes 14 november 1798, och togs i tjänst 28 november 1799, samt gick i aktiv tjänst 5 april 1800, med kapten Stephen Decatur, Sr. som befälhavare.

## Skeppet i tjänst
Sjösatt för att tjänstgöra i Västindien i Kvasikriget mot Frankrike, anlände hon till Guadeloupe hamn i maj 1800 och undsatte fregatten Constellation. Under denna seglats stoppade hon fem franska vapenbestyckade fartyg, och återerövrade sex handelsfartyg som fallit i fransmännens händer.
När USS Philadelphia återvände hem i mars 1801 beordrades hon att förbereda sig för ett års seglats i Medelhavet, tillhörande en division som anfördes av Commodore Richard Dale. På egen begäran blev Decatur entledigad från posten som befälhavare av överbefälhavaren Samuel Barron. Divisionen anlände till Gibraltar 1 juli, med Commodore Dale i fregatten President. Philadelphia dirigerades att patrullera kusten för att upprätthålla blockaden av Tripoli, då paschan Yusuf Karamanli hotade att förklara USA krig.
Philadelphia lämnade Gibraltar för USA:s räkning i april 1802, och anlände till Medelhavet i mitten av juli. Hon var stationerad där fram till 21 maj, 1803 då hon blev förflyttad till Medelhavet. Hon anlände dit den 28 juli. Till Gibraltar återvände hon 24 augusti med kapten William Bainbridge som befälhavare. Två dagar senare återerövrades den amerikanska briggen Celia från det marockanska krigsfartyget Mirboka (24 kanoner och 100 man), och de återfördes till Gibraltar.

## Förlisning

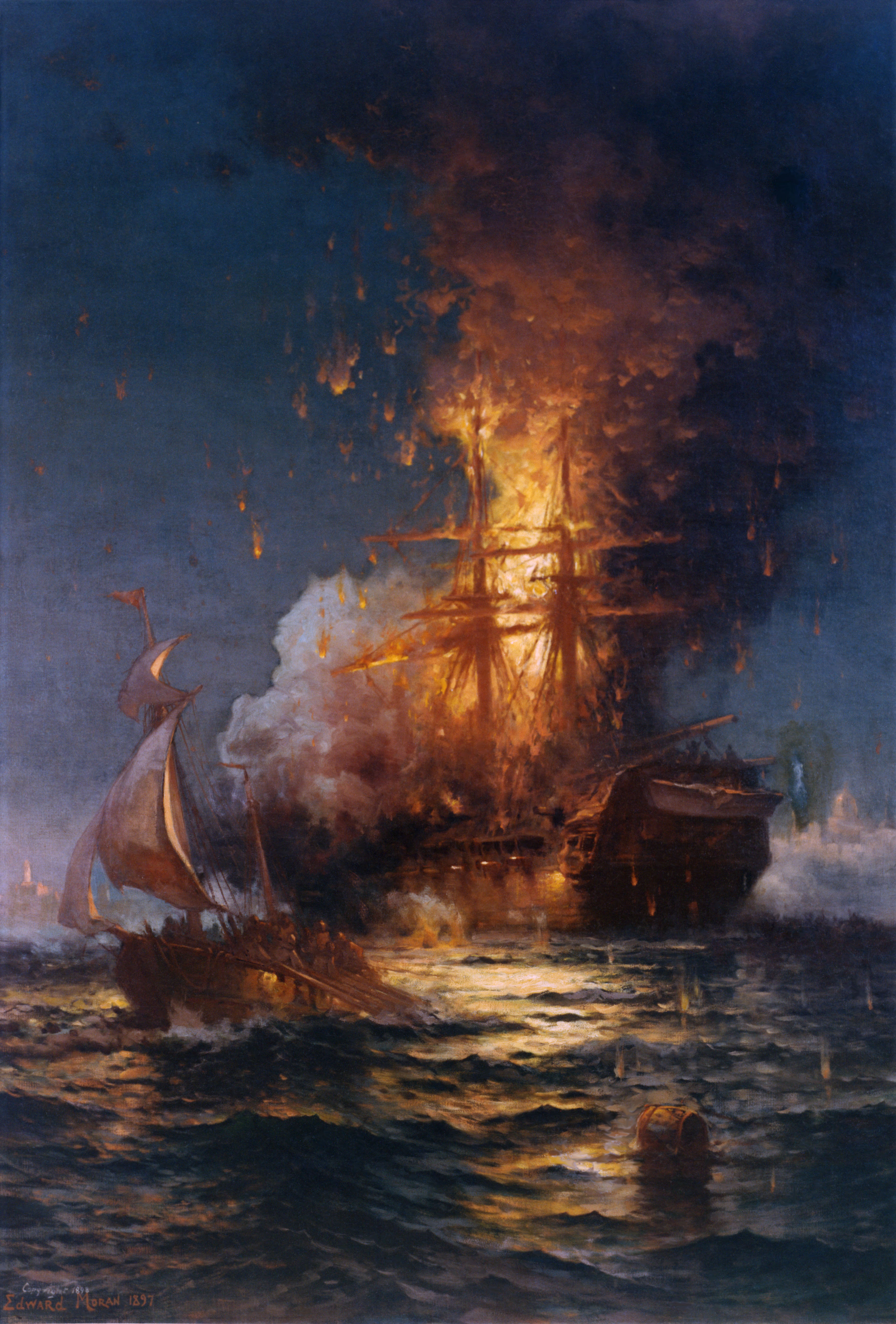
Philadelphia i Tripolis hamn, 16 februari 1804.

Hon patrullerade Tripoli fram till 31 oktober, 1803, då hon gick på grund utanför Tripolis hamn. Under beskjutning från batterier på stranden samt från kanonbåten Tripolitan. Alla ansträngningar att få henne flott från grundet misslyckades, varför hon kapitulerade och alla officerare och meniga gjordes till slavar under Pashan Yusuf Karamanli.
Eftersom Philadelphia ansågs vara ett för stort byte för att låta  henne bli kvar i fiendens händer, togs beslutet att antingen återta eller förstöra henne. Därför gav man sken av att fartyget var i nöd och behövde en plats att ankra upp eftersom som man sa man hade förlorat alla ankare i en storm. Den 16 februari 1804 bordades skeppet av en liten grupp frivilliga officerare och manskap under ledning av löjtnant Stephen Decatur, Jr. Man använde en ketch, Intrepid, och brände henne där hon låg. I Tripolis hamn, bland de frivilliga, fanns sergeant Reuben James. Horatio Nelson, känd som en man av handlingskraft och mod, sägs ha sagt att  "Den mest djärva och vågade aktionen genom tiderna"